# 弘恩文化
弘恩文化事業有限公司分成兩個部門，一個負責戲劇商品，簡稱弘恩文化或弘恩影視，另一部門負責動畫相關商品，稱為弘恩動畫或弘恩動畫王國，是台灣的影視產品代理公司，業務項目包括動畫電影、藝術電影、大陸電視劇、韓劇、動畫等。1991年設立，2003年成立動畫部門，致力推廣歐洲、韓國、日本動畫，引進許多畫風特別、用色大膽的作品，亦代理許多教育類型動畫。像是【大雨大雨一直下】、【佳麗村三姊妹】、【昆蟲Life秀】、【動物園道64號】、【一千零二夜】、【凱爾斯的秘密】、【五尾狐】等，受到觀眾歡迎，且在各式影展中，都獲得許多獎項。對於台灣影像教育及美學創意方面，有很重要的影像力，開啟與美日流行性動畫完全不同的視野。

## 外部連結
- 弘恩動畫王國 （页面存档备份，存于）
- 弘恩動畫王國的Facebook專頁